# Salvador Reyes Chávez
Salvador Reyes Chávez (Taxco de Alarcón, Guerrero, México; 4 de mayo de 1998) es un futbolista mexicano, se desempeña como lateral izquierdo y su actual equipo es el Club León de la Primera División de México.

## Trayectoria
Inició su carrera con el Morelia en el año 2012, ahí pasó por todas las categorías formativas hasta debutar el 9 de agosto de 2016 en un partido de la Copa MX frente a los Murciélagos F. C., entrando de cambio al minuto 89. Volvió a tener participación en la Copa MX en el Apertura 2017 disputando 4 encuentros, hasta que el 6 de enero de 2018, Roberto Hernández decide debutarlo en el torneo de Liga, en un partido contra el Monterrey que terminaría empatado a 1 gol.
En el 2019, fue cedido por 6 meses a los Cimarrones de Sonora de la Liga de Ascenso de México, ahí conseguiría regularidad al perderse solo un partido en todo el torneo de Liga, siendo titular en todos los demás y además logrando marcar 3 tantos. Después volvería al Morelia, sin embargo, el Apertura 2019 sería su último torneo con los michoacanos, jugando solo 100 minutos repartidos en 3 encuentros.
Para el Clausura 2020, el técnico Juan Reynoso lo ficha con el Club Puebla, siendo el primero que lo utilizó como lateral por izquierda ya que antes se desempeñaba como extremo. El 12 de abril de 2021, anotó el gol marcado por un jugador de campo con mayor distancia en la historia de la Liga MX, de casi 80 metros; el gol ocurrió al minuto 96 del enfrentamiento de Pachuca contra Puebla, en el que este último venció por 3 goles a 1. Con el Puebla logró consolidarse, volviéndose titular indiscutible en el esquema táctico del argentino Nicolás Larcamón.
Tras haber tenido un muy buen paso por el equipo camotero, que lo llevó a estar en el 11 ideal del torneo Guard1anes 2021, en fecha 16 de junio de 2021, después de muchos rumores en medios deportivos, el Club América hace oficial su fichaje de cara al Apertura 2021.

## Selección nacional

### Categorías inferiores
En el 2018, Marco Antonio Ruiz lo incluyó en la lista final de la Selección de México Sub-21 que disputaría los Juegos Centroamericanos y del Caribe de Barranquilla. En el campeonato, el equipo mexicano tuvo un mal papel y cayó derrotado en la primera fase, sin embargo, Reyes jugó todos los minutos posibles enfrentando a las selecciones de Venezuela, El Salvador y Haití.

### Participaciones en fases finales
| Torneo                                       | Categoría | Sede         | Resultado    | Partidos | Goles |
| -------------------------------------------- | --------- | ------------ | ------------ | -------- | ----- |
| Juegos Centroamericanos y del Caribe de 2018 | Sub-21    | Barranquilla | Primera fase | 3        | 0     |

## Estadísticas

### Clubes
Actualizado al último partido jugado el 26 de abril de 2024.
| Monarcas Morelia · México |               |               |     |    |    |   |   |     |     |    |
| 1ª                        | 2016-17       | 0             | 0   | 1  | 0  | — | — | 1   | 0   |    |
| 1ª                        | 2017-18       | 3             | 0   | 7  | 0  | — | — | 10  | 0   |    |
| 1ª                        | 2018          | 2             | 0   | 3  | 1  | — | — | 5   | 1   |    |
| 1ª                        | 2019          | 1             | 0   | 2  | 0  | — | — | 3   | 0   |    |
| Total club                | Total club    | 6             | 0   | 13 | 1  | 0 | 0 | 19  | 1   |    |
| Cimarrones F. C. · México |               |               |     |    |    |   |   |     |     |    |
| 2ª                        | 2019          | 15            | 3   | 3  | 0  | — | — | 18  | 3   |    |
| Total club                | Total club    | 15            | 3   | 3  | 0  | 0 | 0 | 18  | 3   |    |
| C. Puebla · México        |               |               |     |    |    |   |   |     |     |    |
| 1ª                        | 2020          | 8             | 0   | —  | —  | — | — | 8   | 0   |    |
| 1ª                        | 2020-21       | 37            | 3   | —  | —  | — | — | 37  | 3   |    |
| Total club                | Total club    | 45            | 3   | 0  | 0  | 0 | 0 | 45  | 3   |    |
| C. América · México       |               |               |     |    |    |   |   |     |     |    |
| 1ª                        | 2021-22       | 35            | 5   | —  | —  | 3 | 0 | 38  | 5   |    |
| 1ª                        | 2022-23       | 30            | 1   | —  | —  | — | — | 30  | 1   |    |
| 1ª                        | 2023-24       | 24            | 4   | —  | —  | 6 | 0 | 30  | 4   |    |
| Total club                | Total club    | 106           | 10  | 0  | 0  | 9 | 0 | 115 | 10  |    |
| Total carrera             | Total carrera | Total carrera | 172 | 16 | 16 | 1 | 9 | 0   | 197 | 17 |
| 1. 2. 3.                  |               |               |     |    |    |   |   |     |     |    |

### Resumen estadístico
|                            | Partidos | Goles |
| -------------------------- | -------- | ----- |
| Liga                       | 145      | 14    |
| Copas nacionales           | 16       | 1     |
| Copas internacionales      | 7        | 0     |
| Selección de México Sub-21 | 3        | 0     |
| Total                      | 171      | 15    |

## Palmarés

### Títulos nacionales
| Título               | Club         | País   | Año     |
| -------------------- | ------------ | ------ | ------- |
| Primera División     | Club América | México | 2023    |
| Primera División     | Club América | México | 2024    |
| Campeón de Campeones | Club América | México | 2023-24 |